# Liscannor
Liscannor (irisch Lios Ceannúir) ist ein Dorf mit 135 Einwohnern (Stand 2022) im County Clare, Republik Irland. Es liegt an der irischen Westküste an der Liscannor Bay und an der R478 zwischen Lahinch und Doolin. Die berühmten Cliffs of Moher liegen ungefähr fünf Kilometer westlich des Dorfes.

## Sehenswürdigkeiten

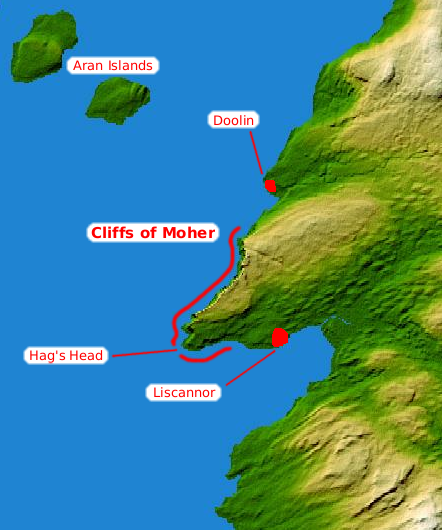
Die Lage von Liscannor auf einer Umgebungskarte der Cliffs of Moher

- Cliffs of Moher
- Kirche von Kilmacreehy

## Söhne und Töchter der Stadt
- John Philip Holland (1841–1914), irisch-US-amerikanischer U-Boot-Konstrukteur